# Martin Birch
Martin Birch (Woking, 27 december 1948 — 9 augustus 2020) was een Britse rock- en heavy metalproducer, die vooral bekend was vanwege zijn werk als producent van albums van Britse rockbands als Deep Purple en Iron Maiden. 
Birch heeft verder zowat alle Deep Purple-gerelateerde projecten als Rainbow, Paice, Ashton & Lord, Whitesnake, Roger Glover of Jon Lord geproduceerd, maar ook verscheidene andere groepen als Fleetwood Mac, Black Sabbath, Wayne County & the Electric Chairs en Blue Öyster Cult. Op het album Mystery to Me (1973) van Fleetwood Mac speelt hij akoestische gitaar.
In 1992 trok Birch zich terug, na zijn werk aan het album Fear of the Dark van Iron Maiden. Omdat hij zich nooit liet interviewen en zijn privéleven afschermde, is daarover weinig bekend. Hij stierf op 9 augustus 2020 op 71-jarige leeftijd.

## Bijzonderheden
- Het nummer Hard Lovin' Man van het Deep Purple album Deep Purple in Rock is opgedragen aan Martin Birch.
- Birch speelde een gastrol in de videoclip van het nummer Holy Smoke van Iron Maiden.